# Zettl (Film)
Zettl ist eine deutsche Filmkomödie aus dem Jahr 2012. Der Regisseur Helmut Dietl schrieb das Drehbuch zusammen mit Benjamin von Stuckrad-Barre. Michael „Bully“ Herbig spielt die Titelrolle eines bayerischen Chauffeurs, der um jeden Preis in Berlin Karriere machen will.

## Handlung
Der Klatschreporter Baby Schimmerlos ist in Berlin einem Motorradunfall zum Opfer gefallen. Dessen ehemaliger Chauffeur Max Zettl, ein gescheiterter Student der Journalistenschule, würde alles tun, um endlich seine Medienkarriere in Schwung zu bringen. Es gelingt ihm, die Gunst des Verlegers Urs Doucier zu gewinnen, der eigentlich mit Schimmerlos ein neues Berliner Klatschmagazin gründen wollte. Doucier ernennt nun Zettl zum Chefredakteur dieses Magazins und verlässt die Stadt. Mit diesem Posten, dem Kapital und dem Vertrauen des Verlegers ausgestattet, schickt Zettl sich an, eine Redaktion aufzubauen. Es gelingt ihm, den im Rollstuhl sitzenden Fotografen Herbie Fried für dieses neue Projekt zu gewinnen. Zusammen suchen sie nach einer lukrativen Story für die Nullnummer des The New Berliner getauften Magazins. Zettls Freundin Verena, die gleichzeitig die heimliche Geliebte des deutschen Bundeskanzlers Olbrich ‚Olli‘ Ebert ist, bringt Zettl und Fried auf eine heiße Spur. Der Kanzler ist seit Wochen nicht in der Öffentlichkeit gesehen worden und täuscht in einem TV-Interview per Telefon einen Auslandsaufenthalt vor, während er sich gerade in Berlin in einer Privatklinik behandeln lässt, wo er schließlich verstirbt. Zettl und Fried lassen sich auf das Machtspiel der beiden Politiker Scheffer und Gaishofer ein und helfen mit, den Tod des Kanzlers noch einige Tage vor der Öffentlichkeit geheim zu halten. Im Austausch gelangt Zettl an brisante Informationen über die Berliner Oberbürgermeisterin Veronique von Gutzow. Diese ist transgeschlechtlich und plant gerade, sich in der Klinik, in der der Bundeskanzler verstorben ist, einer Geschlechtsangleichung zu unterziehen. Da der Verleger Urs Doucier sich in sie verliebt hatte und auch ihretwegen nach Berlin kam, ist er nun enttäuscht, dass sich seine zukünftige Gemahlin umoperieren lässt. Somit ist sein Aufenthalt in Berlin hinfällig und mit seinem Abgang ist auch Zettl den geliebten Chefredakteurposten wieder los. Er soll nach Kamerun versetzt und dort Botschafter werden. Noch während er am Flughafen mit Verena einchecken will, wird er zurückbeordert: Er ist als neuer Regierungssprecher berufen worden.

## Entstehungsgeschichte
Nach Helmut Dietls Idee wurde bereits 1985 die Fernsehserie Kir Royal produziert, in der die Münchner Schickeria auf den Arm genommen wurde. Ähnliches hatte er nun mit der Berliner Szene vor, wobei der Handlungsstrang wieder am Leben eines Klatschreporters aufgerollt sein sollte. Hierfür wollte man – wie bereits bei Kir Royal – Franz Xaver Kroetz für die Hauptrolle engagieren. Dieser hatte jedoch nach Dietls Aussage zu viel am Drehbuch ändern wollen, woraufhin die Wahl auf Michael Herbig fiel.

## Kritiken
Der Film wurde von den Kritikern der unterschiedlichsten Zeitungen vernichtend kritisiert. Hauptkritikpunkt war dabei vor allem das überladene Drehbuch, das der Regisseur mit Benjamin von Stuckrad-Barre verfasst hatte und das nach Meinung vieler Kritiker die meisten Witze im Keim ersticke. Gegen die Kritik des Berliner Kuriers, in dem die als „lausig“ bezeichnete Qualität des Drehbuchs auf „langfristige Hirnschäden“ als Spätfolgen von Stuckrad-Barres Kokaingebrauch zurückgeführt wurde, ging von Stuckrad-Barre juristisch vor.
Zudem wurde dem Regisseur Helmut Dietl vorgeworfen, weder den Witz noch das Niveau der Filmvorlage Kir Royal erreicht zu haben.

„Der normale Hausverstand kann sich diesen Schmarrn nur so erklären: Helmut Dietl, dieses Ur-Münchner Gewächs, hatte einen Albtraum, in dem er nach Berlin verpflanzt wurde […] Dem Film fehlt nicht nur jede Subtilität, es gibt keine Indizien dafür, dass bei den Dreharbeiten ein Regisseur dabei war, der auf Tempo, auf Pointe oder auch nur auf Anschlüsse geachtet hätte. Dietl muss es vor Berlin so gegraust haben, dass er der Stadt und seinen Finanziers nur mehr sein Missvergnügen vor die Füße knallen wollte.“

„‚Zettl‘, letzte Woche noch als das Filmereignis des Monats gehandelt, erscheint nun als ein weiteres Beispiel dafür, dass oft die schlimmere Strafe nicht im andauernden Entzug, sondern in der Erfüllung der Sehnsucht liegt. Wer die Fortsetzung von ‚Kir Royal‘ haben wollte, der hat sie nun. Eine bessere wird es nicht geben. Und das kann durchaus tröstlich gemeint sein.“

„‚Zettl‘ nimmt sich aus, als versuche ein Besoffener, eine komplizierte Politsatire zu erzählen: Jede Pointe wird verschluckt, dafür werden wieder und wieder die gleichen Unwichtigkeiten ausgespuckt. Ein Film wie ein Schluckauf; unmöglich nachzuerzählen, […] Aber nicht einmal als bizarre Nummernrevue funktioniert ‚Zettl‘, dafür fehlt dem Film einfach der wütende Witz.“

„Zettl hängt im Leerlauf seines putzigen Gschaftlhubertums hoffnungslos hinter einer Wirklichkeit zurück, in der ein schnäppchenjagender Klassenbuchführer als Bundespräsident immer ‚man‘ sagt, wenn er von sich spricht, und eine miese Zeitung ihre miesen Methoden als Journalismus verkauft. Und dann sagt der nette Bully Herbig als drolliger Zettl stolz, er sei ‚unschlagbar charakterlos‘ – in einer Welt, die sich an amoralische Berufszweige wie den Investmentbanker gewöhnt hat. Das könnte niedlich sein, wenn es nur nicht so langweilig wäre.“

„Da versucht sich ein Regisseur über die Dekadenz der Politik zu amüsieren – und ertrinkt dabei förmlich in den großzügigen staatlichen Filmförderfonds. Mit ‚Zettl‘ wird ein humoristischer Alptraum wahr: Man fühlt sich großzügig unterhalten – und vergisst glatt dabei das Lachen.“

„In Berlin dagegen hat dieser Film nichts oder besser: alles verloren. […] Nein, so einen Film hat nicht mal die Hauptstadt verdient. Atemberaubend! Jawohl, es ist atemberaubend, wie tief Helmut Dietl hier unter ein Niveau geht, das er mal selber gesetzt hat.“

„Die Asche von Baby Schimmerlos. Helmut Dietls Komödie »Zettl« ist eine brillante, aber trotzdem seelenlose Satire auf den Berliner Politikbetrieb.“

„»Zettl« sollte so viel sein, eine Satire auf die Berliner Republik, auf die Politik-, die Medienkaste, keine Fortsetzung, aber ein Weiterspinnen von »Kir Royal«. Doch wie so oft, wenn man zu viel will, geht der Plan nicht auf.“

„Atemlos-hektische Satire zwischen Kabarett und deftigem Bauerntheater, die weniger subtil als eher derb das ‚Narrentreiben‘ im Land aufspießt, aber abgesehen von einigen darstellerischen und verbalen Glanzlichtern filmisch nie überzeugt und als eher zahn- und harmlose Nummernrevue daherkommt.“

In dem Interview, das Dietl gab, nachdem er erfahren hatte, dass er an Krebs erkrankt war, merkte er an, dass er „unter der Häme, die sich über den Film ergoss“ sehr gelitten habe und depressiv geworden sei.